# Řecké euromince

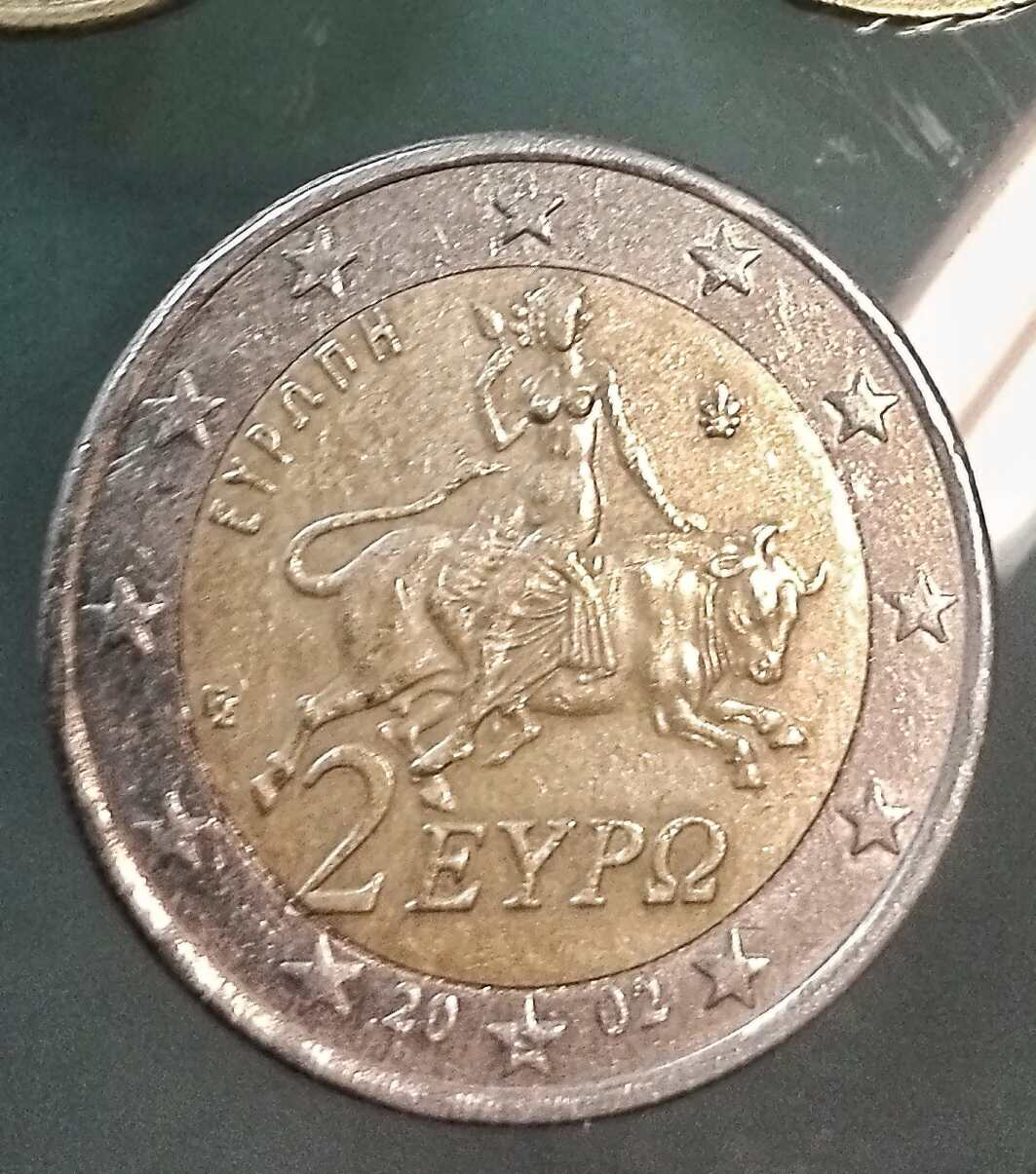
řecká mince 2€

Řecké euromince vstoupily do oběhu 1. ledna 2002. Řecko je členem Evropské unie od roku 1981 a také členem Evropské měnové unie. Eurocent je v Řecku známý jako λεπτό (lepto, v množném čísle λεπτά – lepta, řecky „tenké peníze“).

## Místa ražby mincí před vstupem do eurozóny
Řecko mohlo do eurozóny vstoupit až v roce 2000, a tak nemohlo začít razit své vlastní mince tak brzy jako ostatních 11 států. Proto část mincí, které vstoupily do oběhu v roce 2002, nebyla ražena v Athénách, ale ve Finsku (mince 1 a 2 eura – značka mincovny S), ve Francii (mince 1, 2, 5, 10 a 50 centů – značka mincovny F) a ve Španělsku (mince 20 eurocentů – značka mincovny E). Mince, které byly vyraženy v Athénách pro rok 2002 a pozdější, nenesou žádnou značku mincovny.

## Motivy mincí
Mince každé nominální hodnoty mají rozdílné motivy a zároveň má každá ze tří skupin mincí svoje vlastní téma, ale všechny byly navrženy Georgiem Stamatopoulem. Mince s hodnotou 1, 2 a 5 centů zobrazují řecké lodě, na mincích 10, 20 a 50 centů jsou portréty známých Řeků a na mincích 1 a 2 eura jsou zobrazeny obrazy z řecké historie a mytologie. Na všech motivech je také zobrazeno 12 hvězd symbolizujících Evropskou unii, rok, kdy byly vpuštěny do oběhu, a malý symbol Řecké banky. Unikátně je i na národní rubové straně zobrazena cena mincí v řecké abecedě stejně, jako je na přední straně v latince.
Na minci 10 centů je vyobrazen Rigas Feraios (Velestinlis) (1757–1798), který byl iniciátorem a hlavní postavou řeckého osvícenství a konfederace. Jeho snem bylo osvobození Balkánu od nadvlády Osmanské říše.
Na minci 20 centů je zobrazen portrét Ioannise Capodistriase (1776–1831), významného národního a evropského politika a diplomata, který jako první stanul v čele Řecka (1830–1831) po válce za nezávislost (1821–1827).
Na minci 50 centů je zobrazen Eleftherios Venizelos (1864–1936), jedna z nejdůležitějších postav řecké politiky. Venizelos byl průkopníkem společenských reforem, známým diplomatem a hrál klíčovou roli v modernizaci řeckého státu a osvobození severního Řecka a Egejských ostrovů.
Na minci 1 euro je vyobrazení sovy na starověké athénské čtyřdrachmové minci (5. století př. n. l.) – mince v minci.
Na minci 2 eura je zobrazena scéna z mozaiky ve Spartě (3. století n. l.) zobrazující Európu unášenou Diem, který na sebe vzal podobu býka. Európa je postava z řecké mytologie, po které byl pojmenován kontinent Evropa.

## Pamětní mince

### Dvoueurové oběžné mince
Následující tabulka zahrnuje 2€ pamětní mince vydané mezi roky 2004 a 2024.
1. 2004 – Letní olympijské hry v Athénách v roce 2004
2. 2007 – společná série mincí států eurozóny k výročí Římských smluv
3. 2009 – společná série mincí států eurozóny – 10 let od zavedení eura jako bezhotovostní měny
4. 2010 – 2500 let od bitvy u Marathónu
5. 2011 – světové letní hry speciální olympiády – Athény 2011
6. 2012 – společná série mincí států eurozóny – 10 let od zavedení eurobankovek a euromincí
7. 2013 – 2400 let od založení Platónské akademie
8. 2013 – sté výročí sjednocení Kréty s Řeckem
9. 2014 – 150. výročí sjednocení Jónských ostrovů s Řeckem (1864–2014)
10. 2014 – 400 let od smrti Domenika Theotokopoula (1614–2014)
11. 2015 – společná série mincí států eurozóny – 30 let vlajky Evropské unie
12. 2015 – 75. výročí smrti Spyrose Luise
13. 2016 – 150. výročí vyhoření kláštera Arkadi
14. 2016 – 120 let od narození Dimitriho Mitropoulose
15. 2017 – 60. výročí úmrtí Nikose Kazantzakise
16. 2017 – archeologická lokalita Filippoi
17. 2018 – 70. výročí spojení Dodekan s Řeckem
18. 2018 – Kostis Palamas – 75. výročí úmrtí
19. 2019 – 100. výročí narození Manolise Andronikose
20. 2019 – 150. výročí úmrtí Andrease Kalvose
21. 2020 – 2 500 let od bitvy u Thermopyl
22. 2020 – 100. výročí spojení Thrákie s Řeckem
23. 2021 – 200 let od řecké revoluce
24. 2022 – společná série mincí států eurozóny – 35 let od zahájení programu Erasmus
25. 2022 – 200. výročí vydání první řecké ústavy
26. 2023 – 100 let od narození Marii Callas
27. 2023 – 150 let od narození Constantina Carathéodoryho
28. 2024 – 150. výročí narození Penelope Delty
29. 2024 – 50. výročí obnovení demokracie v Řecku